# Onthophagus dicranoides
Onthophagus dicranoides là một loài bọ cánh cứng trong họ Bọ hung (Scarabaeidae).